# Delegjunain Baljinnyam
 (octobre 2012).
Delegjunain Baljinnyam (mongol : Дэлэгжунайн Балжинням) né en 1913 et mort en 2008[réf. souhaitée], est un homme politique mongol. Il a été membre du politburo, ministre de l'agriculture et de l'élevage de 1949 à 1957, ambassadeur de Mongolie en Pologne et au Royaume-Uni, de novembre 1963 à  1969.
Il fut également président du Conseil central de la Confédération mongole des syndicats et vice-président du Grand Khoural d'État du 28 mars 1958 au 9 mars 1962.
En tant qu'ambassadeur de Mongolie en Pologne, donc en Europe, il fut chargé de nouer des relations diplomatiques avec le Royaume-Uni, qu'il visita en novembre 1963 en tant qu'ambassadeur plénipotentiaire sans résidence. Il reçut en retour une délégation britannique à Varsovie. Ce type d'échange avec un pays d'au-delà du Rideau de fer était exceptionnel à cette époque où la Mongolie était très isolée diplomatiquement, en dehors du bloc soviétique.